# Plagithmysus hoikuahiwi
Plagithmysus hoikuahiwi là một loài bọ cánh cứng trong họ Cerambycidae.